# Liste de sites Hopewell

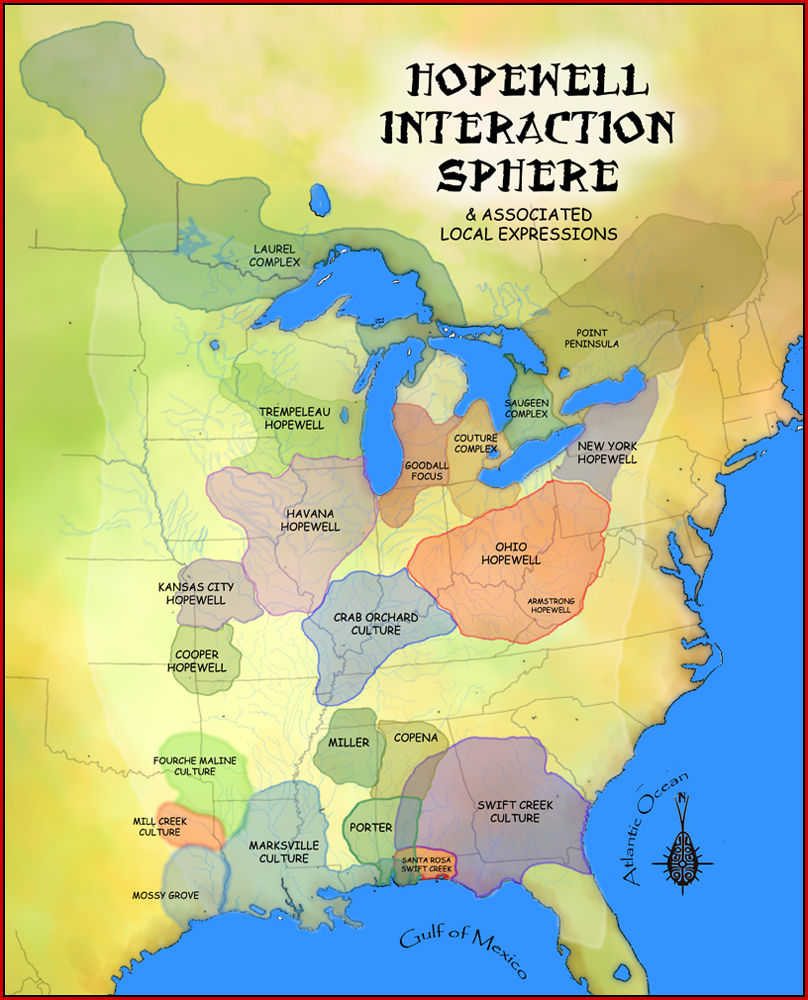
Les différentes cultures Hopewell et leur réseau d'échanges.

La liste de sites Hopewell présente les principaux sites archéologiques de la culture Hopewell, culture précolombienne nord-américaine.
Cette tradition culturelle était établie le long des cours d'eau, de 200 av. J.-C. à 500 apr. J.-C., dans la moitié Est des actuels États-Unis. Elle était notamment le fait des « Mound Builders », constructeurs de monticules et tumulus, mais aussi d'enceintes fortifiées et de différents terrassements, fossés, remblais, plateformes et « voies sacrées ».
La tradition culturelle Hopewell était aussi un vaste ensemble de populations liées par un réseau de routes commerciales, appelées le système d'échanges Hopewell.

## Liste des sites
| Site                                      | Illustration                             | Description |
| ----------------------------------------- | ---------------------------------------- | --- |
| Tumulus et village de Bynum               | Bynum Mound and Village Site             | Situé près de Houston dans le Mississippi, le tumulus et village de Bynum est un complexe de six petits tumulus ou mounds coniques, en usage pendant les périodes Miller 1 et Miller 2 de la culture Miller, et construits de 100 av. J.-C. à 100 apr. J.-C.. Ce site est inscrit en 1989 sur le Registre national des lieux historiques, en lien avec la Natchez Trace Parkway au milepost 232.4. |
| Site archéologique de Cloverdale          |                                          | Le site archéologique de Cloverdale (23BN2) est un important site archéologique près de Saint Joseph dans le Missouri. Il est situé au débouché d'une petite vallée donnant sur le Missouri. Il était occupé par les peuples de tradition Kansas City Hopewell vers 100 à 500 apr. J.-C.. |
| Crooks Mound (en)                         |                                          | Le tumulus de Crooks, ou Monticule d'Escrocs, est un site de la culture de Marksville, situé dans la paroisse de La Salle, en Louisiane. C'est un tumulus funéraire conique, qui faisait partie d'un ensemble d'au mois six tumulus. Il mesure environ 4,90 m de haut et presque 26 m de large. |
| Tumulus de Dunns Pond                     | Dunns Pond Mound                         | Le tumulus de Dunns Pond est un tumulus du nord-est du comté de Logan, dans l'Ohio. Situé près de Huntsville, il s'étend le long du coin sud-ouest de l'Indian Lake à Washington Township dans le comté de Logan. En 1974, le tumulus est inscrit au Registre national des lieux historiques pour sa valeur archéologique potentielle. |
| Fortified Hill Works (en)                 | Fortified Hill Works                     | Le Fortified Hill Works est un site historique enregistré près de Hamilton dans l'Ohio. Il est inscrit au Registre national des lieux historiques en 1974. Contrairement à la plupart des autres sites Hopewell, les fossés sont ici à l'extérieur des terrassements. |
| Ancien fort de Lebanon                    | Fort Ancient (Lebanon, Ohio)             | L'ancien fort de Lebanon est un ensemble de tumulus et de murs de terre situé dans l'Ohio, dans le comté de Warren, le long de la rive orientale de la rivière Little Miami, environ sept miles (11 km) au sud-est de Lebanon. Ce site est la plus grande enceinte préhistorique au sommet d'une colline aux États-Unis, avec 5 500 m de murs dans un complexe de 100 acres (0,40 km2). Il est aussi le site type et éponyme de la culture dite « Ancien Fort » de la tradition culturelle Hopewell. |
| Grand Gulf Mound (en)                     |                                          | Ce site culturel de la culture de Marksville est situé près de Port Gibson dans le comté de Claiborne, Mississippi, sur une falaise à 1,6 km à l'est du Mississippi et à 3,2 km au nord de l'embouchure de la Big Black River. Le site a un tertre funéraire subsistant, et il devait y en avoir deux autres auparavant. |
| Hopeton Earthworks (en)                   | Hopeton Earthworks                       | Les ouvrages en terre de Hopeton sont un groupe de tumulus et de terrassements de l'Ohio Hopewell, situé à environ un mile à l'est du groupe de Mound City sur une terrasse de la rivière Scioto. Avec le groupe Mound City, c'est l'un des sites qui composent le parc historique national de la culture Hopewell. |
| Hopewell Culture National Historical Park | Mound City Group                         | Le Parc historique national de la culture Hopewell est un parc historique national des États-Unis avec des terrassements et des monticules funéraires de la culture Hopewell. Les peuples autochtones qui ont prospéré d’environ 200 av. J.-C. à 500 apr. J.-C. Le parc est composé de six sites distincts dans le comté de Ross (Ohio), y compris l’ancien Mound City Group National Monument. Il est sur la liste éligible au patrimoine mondial. |
| Hopewell Mound Group                      |                                          | Le groupe Hopewell Mound est l'homonyme et le site type de la culture Hopewell et l'un des six sites qui composent le parc historique national de la culture Hopewell. Le groupe de monticules et d'enceintes fortifiées en terre est situé à plusieurs kilomètres à l'ouest du Chillicothe sur la rive nord de Paint Creek. |
| Cimetière de l'Indian Mound               | Indian Mound Cemetery                    | Le cimetière de l'Indian Mound est un cimetière situé sur un promontoire des « Yellow Banks » surplombant la rivière Potomac South Branch et Mill Creek Mountain à Romney, Virginie-Occidentale, aux États-Unis. Le cimetière est autour d'un tumulus de la culture Hopewell, connu sous le nom de « Romney Indian Mound »,. Il n'est pas possible d'effectuer des fouilles de ce tumulus. Il date probablement d'entre 500 et 1000 apr. J.-C. |
| Junction Group (en)                       |                                          | Le Junction Group est un site d'ouvrages en terre situé à deux miles au sud-ouest de Chillicothe dans Ohio. Les terrassements sont associés à la tradition Hopewell. Le site a été décrit comme « inhabituel » par les archéologues contemporains. Les fouilles au début du XIXe siècle indiquent que le site n’était pas destiné à la fortification, mais a été utilisé à des fins religieuses et pour les rites funéraires. |
| Kolomoki Mounds Historic Park (en)        | Kolomoki Mounds Historic Park            | Les monticules de Kolomoki sont des monticules construits dans le comté d'Early, en Géorgie. Les sept monticules de terre sur le site sont de la période sylvicole, ils ont été construits entre 250 et 950 apr. J.-C. par les peuples de Swift Creek et de l'île Weeden. |
| Tumulus de l'île de Lake Ridge            | Lake Ridge Island Mounds                 | Les tumulus de l'île de Lake Ridge (également connus sous le nom de Wolf Mounds I-IV) sont un groupe de quatre petites collines ou monticules dans le comté de Logan, Ohio, que l'on pense être des tumulus amérindiens de la culture Hopewell. |
| Leake Mounds (en)                         | Leake Mounds                             | Leake Mounds est dans le comté de Bartow, en Géorgie, construit et utilisé par les peuples de la culture Swift Creek. Le site est à 3,2 km à l’ouest d'Etowah Mounds sur la rivière Etowah, bien qu’il soit antérieur à ce site de centaines d’années. Les fouilles du site ont montré que Leake Mounds était l'un des plus importants sites du milieu de la période sylvicole dans cette région. |
| Lewiston Mound (en)                       | Lewiston Mound                           | Lewiston Mound est un monticule funéraire préhistorique construit par les peuples autochtones de la tradition Hopewell. Il est situé sur le terrain du Earl W. Brydges Artpark State Park (en), à Lewiston, dans le comté de Niagara, New York. Lewiston Mound est inscrit au Registre national des lieux historiques. |
| Mann Site (en)                            |                                          | Le Mann Site est situé dans le comté de Posey, dans l'Indiana. Il est inscrit au Registre national des lieux historiques depuis 1974. |
| Marietta Earthworks                       |                                          | Le Marietta Earthworks est situé au confluent des rivières Muskingum et Ohio dans le comté de Washington, Ohio. Il comportait trois enceintes fortifiées, des tumulus de différentes tailles, des fossés et des remblais. Ce site cérémoniel date d'environ 100 av. J.-C. à 500 apr. J.-C. La plus grande partie du complexe est maintenant couverte par la ville moderne de Marietta. |
| Marksville Prehistoric Indian Site (en)   | Marksville Prehistoric Indian Site       | Aussi appelé le Marksville State Historic Site, il est le site type et éponyme de la culture de Marksville. Il se situe environ un mile au sud-est de Marksville, en Louisiane. |
| Moorehead Circle (en)                     |                                          | Le Moorehead Circle comporte un triple henge, construit il y a environ deux mille ans dans l'ancien fort de Lebanon, dans l'Ohio. |
| Parc d'État des Mounds                    | Mounds State Park                        | Le parc d'État des Mounds est situé à Anderson, dans l'Indiana, présentant un héritage préhistorique amérindien, et dix monticules cérémoniels construits par le peuple Adena et apparemment également utilisés plus tard par les habitants de la culture Hopewell. |
| Newark Earthworks                         | Newark Earthworks                        | Les terrassements de Newark (Newark Earthworks), ou ouvrages de terre de Newark, comportent trois types d'ouvrages préservés : les terrassements du Grand Cercle, ceux de l'Octogone et les terrassements Wright. Ce complexe, construit entre 100 av. J.-C. et 400 apr. J.-C., contient les plus grands enclos en terre au monde et s'étendait sur environ 1 200 hectares au total. Ces ouvrages sont inscrits comme Monument historique national et comme « monument préhistorique officiel de l'État de l'Ohio ». Faisant partie du Hopewell Ceremonial Earthworks, ils sont proposés pour une éventuelle soumission sur la Liste du patrimoine mondial de l'Unesco. |
| Oak Mounds (en)                           |                                          | Un grand tumulus ou monticule se situe à l'extérieur de Clarksburg, en Virginie-Occidentale, dans le comté de Harrison. Un petit monticule se trouve un peu plus à l'ouest. Ces monticules n'ont jamais été totalement fouillés mais ils ont probablement été construits par la culture Hopewell entre 1 et 1000 apr. J.-C.. |
| Pharr Mounds (en)                         | Pharr Mounds                             | Les tumulus ou mounds de Pharr sont situés près de Tupelo, dans certaines parties d'Itawamba et du comté de Prentiss, dans le Mississippi. C'est un complexe de huit tumulus en forme de dôme. Le site était utilisé pendant la phase Miller 1 de la culture Miller. Il a été construit entre 1 et 200 apr. J.-C. Il est considéré comme l'un des sites les plus vastes et les plus importants de cette époque. |
| Portsmouth Earthworks (en)                | Portsmouth Earthworks                    | Les ouvrages de terre de Portsmouth sont un grand complexe de monticules construit par la culture de l'Ohio Hopewell, de 100 av. J.-C. à 500 apr. J.-C.. Le site était l'un des plus grands centres cérémoniels construits par la culture Hopewell ; il est situé au confluent des rivières Scioto et Ohio. La majorité du site est maintenant couverte par la ville de Portsmouth dans l'Ohio. |
| Site archéologique de Renner Village (en) |                                          | Le site de Renner Village est un important site archéologique de la culture de Kansas City Hopewell, situé dans la municipalité de Riverside, dans le Missouri. Connu par les archéologues sous le nom de site Renner (23PL1), le site contient des artéfacts de Hopewell et du Mississippien moyen. Le site est l'un des nombreux sites Hopewell de Kansas City près du confluent de Line Creek et de la rivière Missouri. |
| Ouvrages de Seip et tumulus de Dill       | Seip Earthworks and Dill Mounds District | Les ouvrages de Seip et les tumulus de Dill sont un site archéologique formé d'une grande enceinte au sommet d'une colline dans le comté de Ross, dans l'Ohio. C'est l'un des sites qui composent le parc historique national de la culture Hopewell. |
| Serpent Mounds Park                       |                                          | Le Serpent Mounds Park, à ne pas confondre avec le Serpent Mound dans le comté d'Adams, Ohio, a été construit par les peuples du complexe de la péninsule de Point, un peuple hopewellien qui vivait dans le centre et le sud-est de l'Ontario, le sud-ouest du Québec et le nord de l'État de New York entre 300 av. J.-C. et 700 apr. J.-C. |
| Tumulus de Sinnissippi (en)               | Sinnissippi Mounds                       | Les tumulus de Sinnissippi sont un groupe de mounds funéraires ou tumulus de la culture de Havana Hopewell. Ils sont situés dans la ville de Sterling, dans l'Illinois. |
| Cercle de Shriver                         | Shriver Circle                           | Les ouvrages en terre du Cercle de Shriver appartiennent à la culture de l'Ohio Hopewell, de 200 av. J.-C. à 500 apr. J.-C.. Ce site d'ouvrages précolombiens en terre est situé à Chillicothe dans le comté de Ross, dans l'Ohio. Avec 1 200 pieds (365,76 m) de diamètre, le site est l'un des plus vastes enclos circulaires de la culture Hopewell dans l'état de l'Ohio. |
| Toolesboro Mound Group (en)               | Toolesboro Mound Group                   | Le Toolesboro Mound Group, un monument historique national, est un ensemble de terrassements de la culture de La Havane Hopewell sur la rive nord de la rivière Iowa près de son confluent dans le Mississippi. Ce groupe de monticules ou tumulus est situé à l'est de Wapello, dans l'Iowa, près de la communauté de Toolesboro. |
| Tremper Mound and Works (en)              | Tremper Mound and Works                  | Le monticule et les ouvrages de Tremper sont une enceinte en terre de la culture Hopewell, de 100 av. J.-C. à 500 apr. J.-C., et un grand monticule de forme irrégulière. Le site est situé dans le comté de Scioto, dans l'Ohio, à environ cinq miles au nord-ouest de Ohio, sur la deuxième plaine inondable de la terrasse surplombant la rivière Scioto. Il est inscrit au registre national des lieux historiques depuis 1972. |
| Trowbridge Archeological Site (en)        |                                          | Le site archéologique de Trowbridge est situé à proximité de la 61e rue nord et de la route Leavenworth à Kansas City. Il était habité vers 200–600 apr. J.-C. par la culture Kansas City Hopewell. |

## Sources
- (en) Cet article est partiellement ou en totalité issu de l’article de Wikipédia en anglais intitulé « List of Hopewell sites » (voir la liste des auteurs).